# Parafia Najświętszej Maryi Panny Królowej Polski w Dąbrowie
Parafia pw. NMP Królowej Polski w Dąbrowie – jest jedną z 12 parafii należących do dekanatu mogileńskiego.

## Rys historyczny
Kościół oddany do użytku miejscowej ludności niemieckiej wyznania protestanckiego w roku 1912. Utrzymany w stylu neobarokowym, dzisiaj jeden z czterech (wraz z Kołodziejewem oraz Wszedniem) zachowanych kościołów poluterańskich na terenie dekanatu mogileńskiego. Wybudowany jako kościół jednonawowy z jednym piętrem balkonów wzdłuż nawy oraz prezbiterium przesklepionym półkoliście. Pierwotnie cały kościół zdobiły polichromie. Po dziś dzień zachowały się m.in. witraże ukazujące przymioty oraz atrybuty wiary luterańskiej (w tym róża Lutra) autorstwa firmy Franke, obraz Chrystusa Siewcy, pierwotnie umieszczony w ołtarzu głównym oraz 19-głosowe pneumatyczne organy Paula Voelknera z Bydgoszczy z 1912 roku. Kościół został przekazany w 1945 parafii św. Wawrzyńca w Parlinie.
W 1967 roku został utworzony ośrodek duszpasterski. W 1973 roku utworzono parafię. Przy kościele w 1973 roku powstał cmentarz.

## Dokumenty
Księgi metrykalne: 
- ochrzczonych od 1967 roku
- małżeństw od 1967 roku
- zmarłych od 1967 roku

## Zasięg parafii
Miejscowości należące do parafii: Dąbrowa, Parlin (część), Sędowo, Sędówko, Sucharzewo (część), Szubinek.